# Krater Acraman
Krater Acraman – duży krater uderzeniowy w stanie Australia Południowa. W centrum tej struktury znajduje się koliste sezonowe jezioro o średnicy ok. 20 km.
Krater miał pierwotnie średnicę ok. 90 km, do chwili obecnej w znacznym stopniu uległ erozji. Powstał on ok. 590 milionów lat temu w ediakarze, w skałach krystalicznych. Publikacje o rozpoznaniu tej struktury jako miejsca uderzenia meteorytu ukazały się po raz pierwszy w 1986 roku. Uderzenie planetoidy, które utworzyło ten krater, spowodowało duże zmiany w środowisku. Akritarchy występujące w skałach powstałych po uderzeniu są liczniejsze, większe i bardziej różnorodne niż przed nim, co wskazuje na radiację tych organizmów po spustoszeniu wywołanym przez impakt; niewykluczony jest także związek jego skutków z późniejszym rozwojem fauny ediakarańskiej.